# Apocryptodon madurensis
Apocryptodon madurensis é uma espécie de peixe da família Gobiidae e da ordem Perciformes.

## Morfologia
- Os machos podem atingir 9 cm de comprimento total.[6][7]

## Habitat
É um peixe de clima tropical e demersal.

## Distribuição geográfica
É encontrado na Austrália, Camboja, China (incluindo Hong Kong), Índia, Indonésia, Japão, Kuwait, Papua-Nova Guiné, nas Filipinas, Singapura, Taiwan, Tailândia e Vietname.

## Comportamento
Costuma ocupar tocas escavadas por Alpheus bisincisus.

## Observações
É inofensivo para os humanos.